# Аэропорт-2 (Самара)
Аэропо́рт-2 (разг. — Посёлок Аэропо́рт-2) — улица Самары (посёлок состоящий из одной улицы).

## География
Находится в 3 километрах от Кировского района города Самара.

## Топоним
Посёлок получил своё название от улицы Аэропорт-2, которая в своё время была продолжением Аэропортовского шоссе и вела к аэропорту «Куйбышев».

## История
Аэропорт «Куйбышев» был построен в 1934 году (Регулярное пассажирское сообщение здесь открылось только в мае 1939 года и осуществлялось до начала 1960-х годов (когда все авиаперевозки перенесли в аэропорт Курумоч, позднее аэропорт был переименован в аэропорт «Смышляевка» (уже после войны куйбышевский аэропорт был известен большинству горожан как «Смышляевский») и в июне 2012 года аэропорт был закрыт и с тех пор используется исключительно как посадочная площадка).
К аэропорту вела улица Аэропорт-2 (единственная в посёлке), в честь которой и был назван посёлок.
Дата вхождения посёлка в образованный в 1942 году в Кировский район города Куйбышева (и дата переименования в микрорайон) неизвестна.

## Инфраструктура

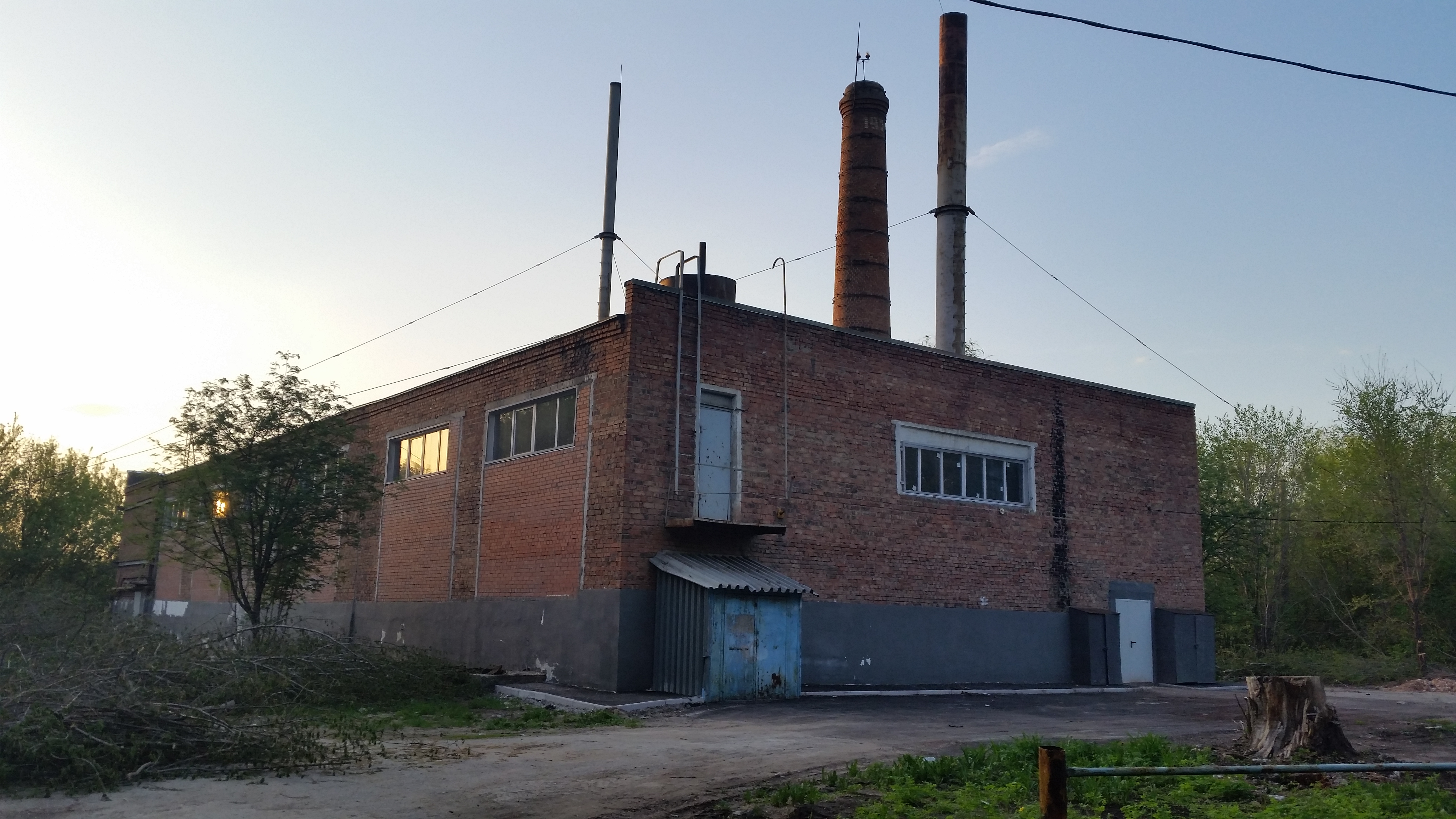
Котельная

Единственная улица имеет протяжённость с юга на север 0,235 километра, с запада на восток — 0,658 км.
Первый дом в посёлке был возведен в 1938 году (в качестве жилого фонда аэропорта), а последний (№ 11а) в 1997 году. В 1957 году было возведено общежитие авиаторов (дом № 2), а ныне жилой дом. А в 1972 году был построен жилой дом дом № 3 для работников аэропорта и авиаторов местных авиалиний.
В настоящее время на улице 23 строения. Все многоквартирные дома имеют холодное водоснабжение и центральное отопление, а дома № 7-11 и 11а также горячее водоснабжение.
В посёлке Аэропорт-2 изначально была проблема с качеством питьевой воды, так как водоснабжение осуществлялось от артезианских скважин, но в 2013 году запущена станция очистки воды с использованием технологии обратного осмоса.

## Транспорт
В былые годы посёлок «Аэропорт-2» соединялся с городом автобусом № 18 (до 2018 года). Сейчас его заменил маршрут № 75, на котором работает всего два автобуса.